# Маркі (Підляське воєводство)
Маркі (пол. Marki) — село в Польщі, у гміні Грабово Кольненського повіту Підляського воєводства.
Населення — 40 осіб (2011).
У 1975-1998 роках село належало до Ломжинського воєводства.

## Демографія
Демографічна структура станом на 31 березня 2011 року:
|          | Загалом | Допрацездатний вік | Працездатний вік | Постпрацездатний вік |
| -------- | ------- | ------------------ | ---------------- | -------------------- |
| Чоловіки | 20      | 3                  | 16               | 1                    |
| Жінки    | 20      | 5                  | 9                | 6                    |
| Разом    | 40      | 8                  | 25               | 7                    |